# Al Doilea Război de Independență Italian
Al Doilea Război de Independență Italian, numit și Războiul Sardiniei (în germană Sardinische Krieg) sau Campania din Italia (în franceză Campagne d'Italie), a fost unul dintre cele trei războaie de independență italiene. Războiul a avut loc în 1859 între Imperiul Austriac și Regatul Sardiniei, căruia i s-a aliat Al Doilea Imperiu Francez sub Napoleon al III-lea, și, prin înfrângerea Imperiului Austriac, a deschis calea Unificării Italiei.